# Bílá paní

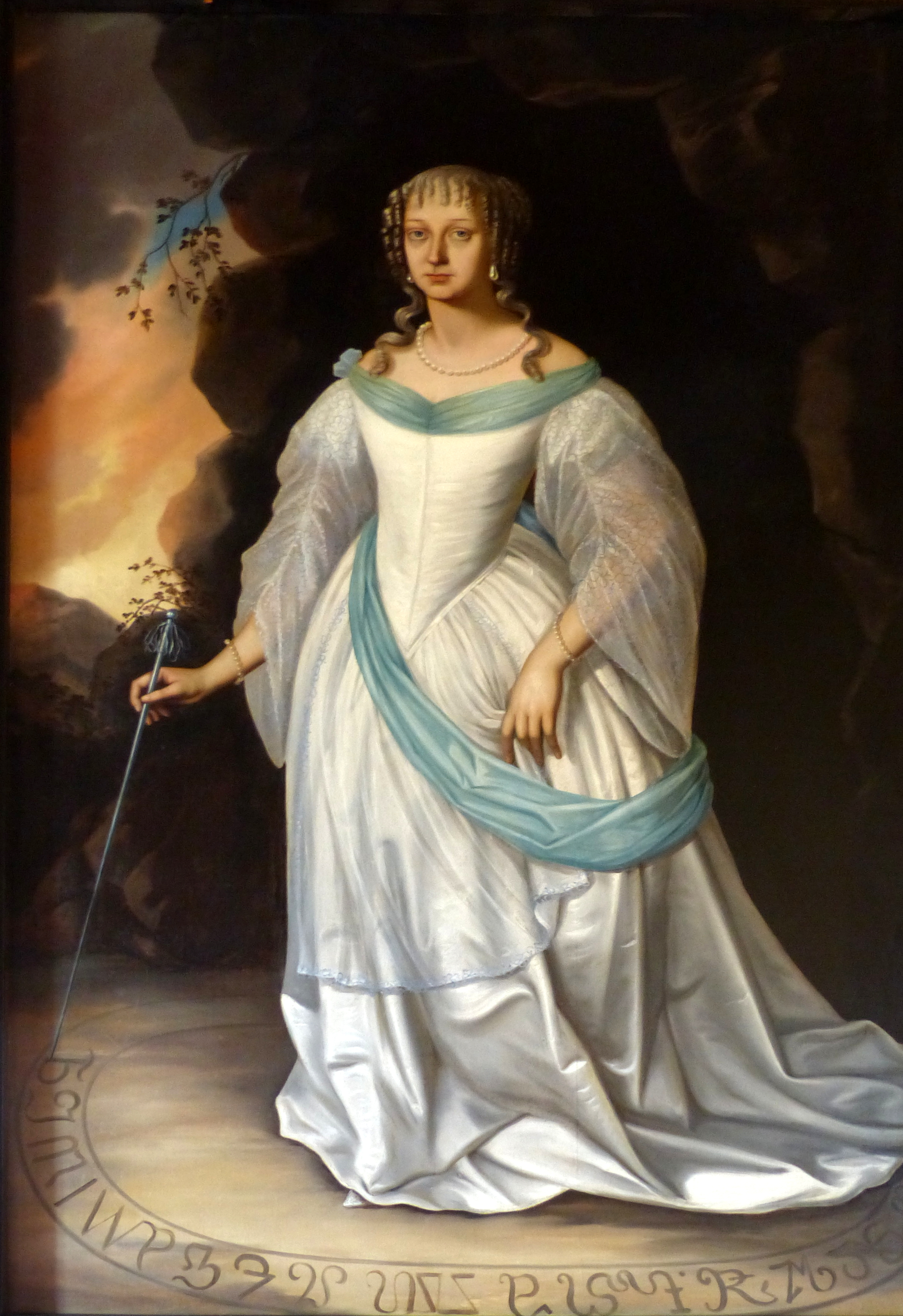
Perchta z Rožmberka

Bílá paní je v pověstech, případně i pohádkách nadpřirozená bytost oblečená v bílém a zjevující se na hradech či zámcích jakožto duch nějaké zemřelé ženy. V Česku je známá pověst o duchu Perchty z Rožmberka, která je od 17. století ztotožňována s bílou paní, zobrazována je jako tajuplná dáma, často s vysokým kloboukem kuželovitého tvaru, zvaným hennin. Tento duch se v Česku podle pověstí nejvíce zjevoval na sídlech Rožmberk, Český Krumlov, Jindřichův Hradec, Třeboň a Telč.

## Ze slovníku
| „                                       | Bílá paní – osobnost vymyšlená a bytost mythická, kteráž má původ svůj v mythologii německé (viz Berchta). U nás udržela se pověst o Bílé paní na zámcích některých, zejména Hradci Jindřichově, Telči a Krumlově, u obou prvních patrně proto, že tam přinesena byla skrze manželky prvních pánů Hradeckých, které byly rodu německého. V pověstech líčí se Bílá paní jako postava bílým rouchem oděná, kteráž se ukazuje, jen když rodu hrozí nějaké nebezpečí, nebo je-li nebezpečí, že by se některému z nich něco státi mohlo (např. když chůva u dítěte usne apod.). Zejména na Hradci byla tato pověst živá, poněvadž od svého založení dědil se jen v krevní posloupnosti. Balbin seznav nešťastné manželství Perchty z Rožmberka (†1476) a snad i Bílou paní slyše »Perchtou« jmenovati velice přispěl k tomu, že osudy obou byly spleteny v novou pověst. Toto chybné sloučení obou velmi často bylo předmětem mnohých sepsání, až pak podrobné prozkoumání pamětí středověkých ukázalo, že Perchta Rožmberská v žádném spojení nikdy s Hradcem nebyla. Starou pověsť, že Bílá paní za svého živobytí nad dělníky v Hradci pracujícími dohlížela a rozdávání sladké kaše zavedla, vykládal Th. Wagner, archivář třeboňský, tím, že se tu míní Markéta Hradecká z Maidburka (†1369). | “ |
| — August Sedláček, Ottův slovník naučný | |   |

## Původ pověsti

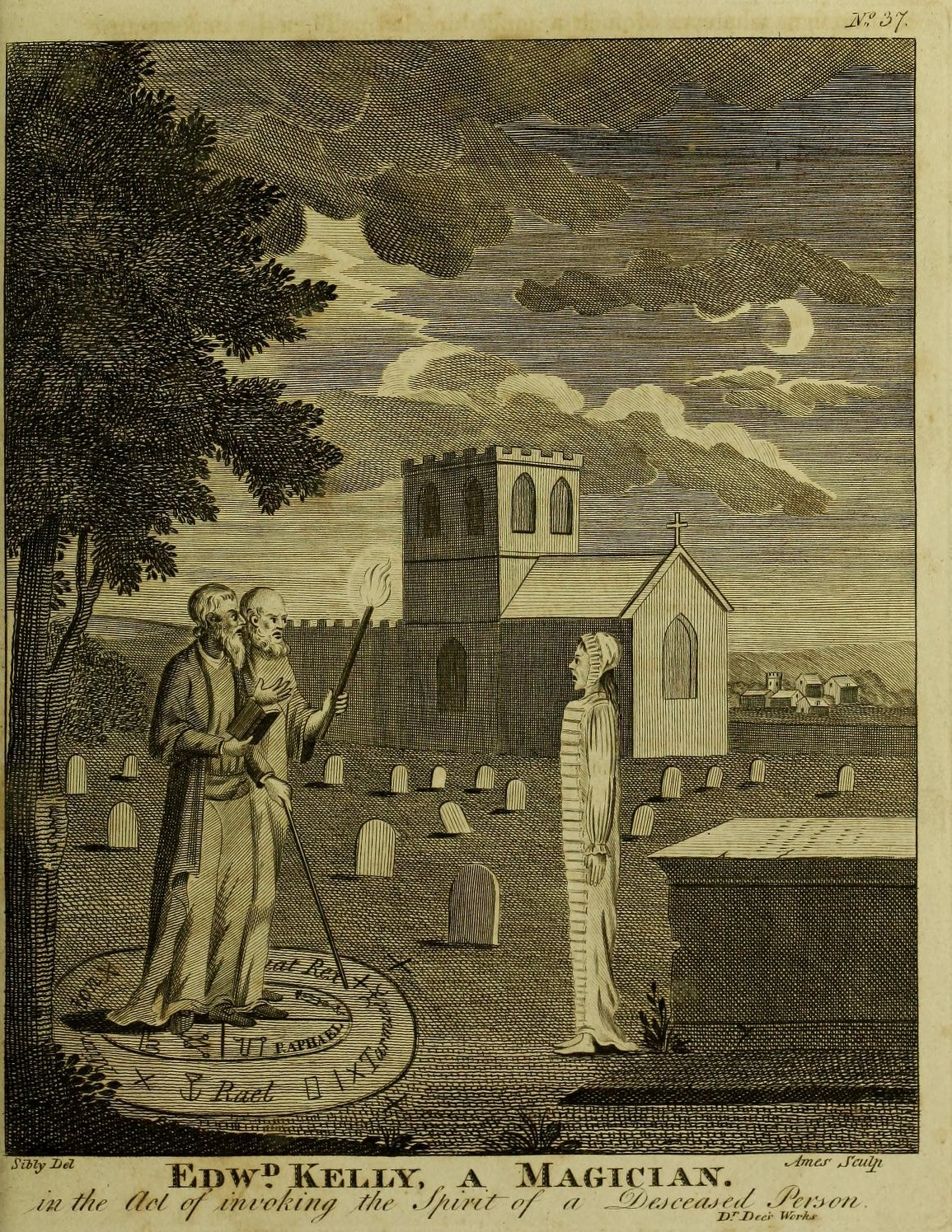
John Dee a Edward Kelly vyvolávají ducha

Pověst o bílé paní se do českých zemí dostala přes německé země a je zřejmě odvozena od vyprávění o hornofranské hraběnce Kunigunde z Orlamünde. Hraběnka Kunigunde (Kunhuta) prý žila na zámku Plassenburgu v Horních Francích jako žena hraběte z Orlamünde, který roku 1228 zemřel. Zanechal po sobě vdovu a dva chlapce. Plassenburský zámek a jeho panství zakoupil po smrti hraběte Bedřich von Hohenzollern, purkrabí z Norimberka. Podle pověsti se ovdovělá hraběnka do Bedřicha vášnivě zamilovala. Z jakéhosi důvodu však lásce nepřáli Bedřichovi rodiče. Při hraběnčině naléhání na manželství jí prý Bedřich odvětil, že by si ji rád vzal, kdyby nebylo dvou párů očí. Myslel tím své nepřející rodiče. Hraběnka si ale jeho slova špatně vyložila a domnívala se, že Bedřichovi vadí její dva synové z předchozího manželství. Zamilovaná hraběnka tedy své dva synáčky zabila. Následoval soud, hraběnka byla odsouzena k trestu smrti. Ale nenalezla klidu a musí bloudit jako neklidný duch po všech rodových zámcích pánů z Hohenzollernu. Její zjevení vždy oznamují nějakou katastrofu nebo nedobrou zprávu.
Jihočeský rod Rožmberků, na jehož panstvích je pověst o bílé paní také rozšířena, je od 16. století dynasticky spjat s rodem Hohenzollernů (svatba Viléma z Rožmberka s Žofií r. 1561, sňatek Jáchyma Oldřicha z Jindřichova Hradce s Marií Maximiliánou, rovněž z rodu Hohenzollernů). Právě tyto svazky jsou zřejmě příčinou rozšíření pověsti o bílé paní na jihočeských zámcích.
Podobné legendy jsou ovšem rozšířeny po celé Evropě. Vyprávění o ochranných zjeveních různých významných rodů jsou zřejmě velmi stará, písemně jsou zaznamenána už ve 12. století. V Indii existuje pro tyto ochránce rodu (většinou kšatrijského) sanskrtský termín kuladéva(ta) (kula-rod, déva-bůh, polobůh).
Bytostí podobnou bílé paní je například francouzská víla Meluzína, pramáť rodu Lusignanů, zjevující se majiteli hradu Lusignan tři dny před jeho smrtí. Smrt příslušníka šlechtického rodu zvěstuje svým naříkavým hlasem také banshee, víla z irských pověstí, která se zjevuje v podobě bledého ducha.
V českých zemích byla pověst o bílé paní poprvé zaznamenána v r. 1577.

## Bílé paní v Českých zemích
Výčet není kompletní:

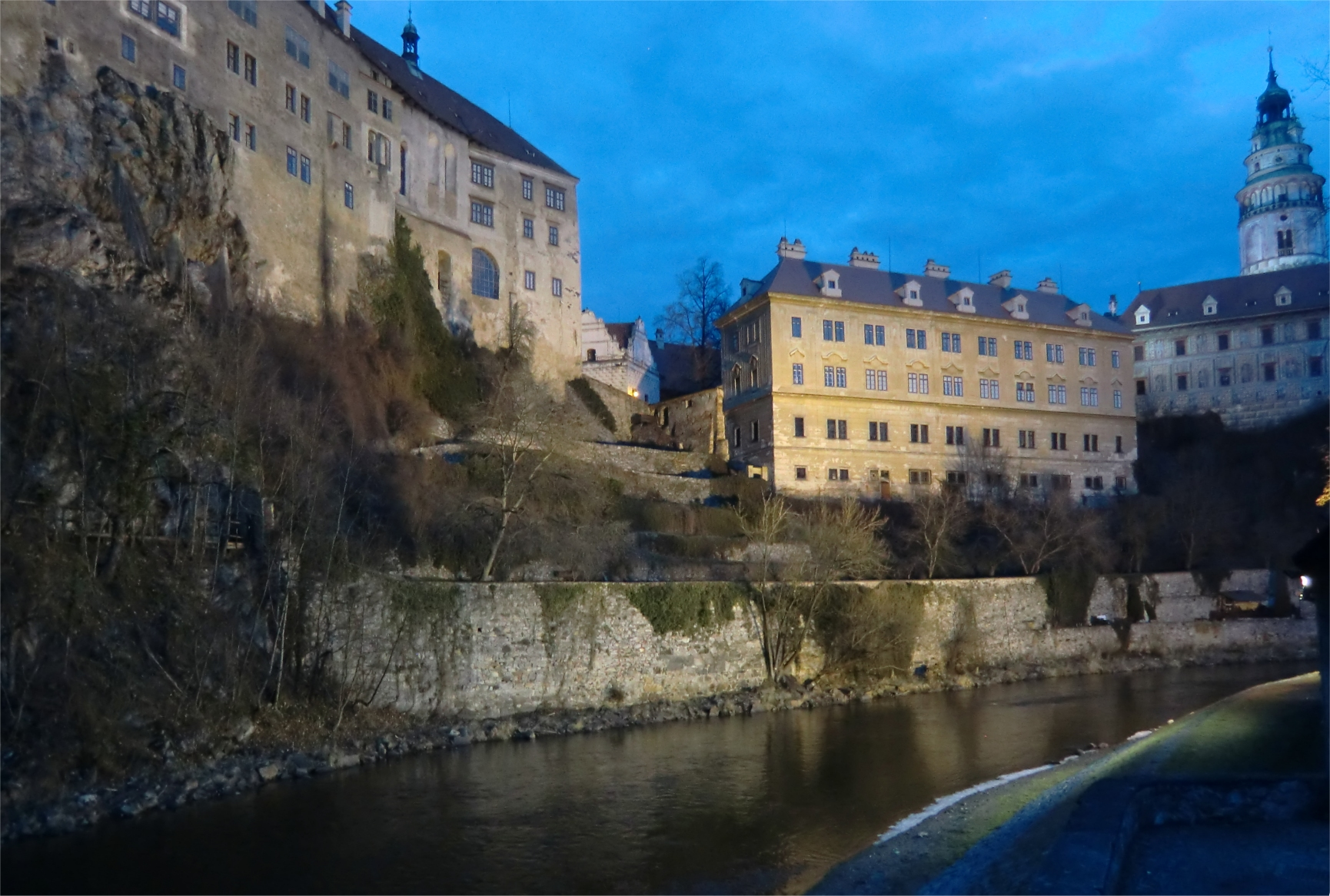
Český Krumlov

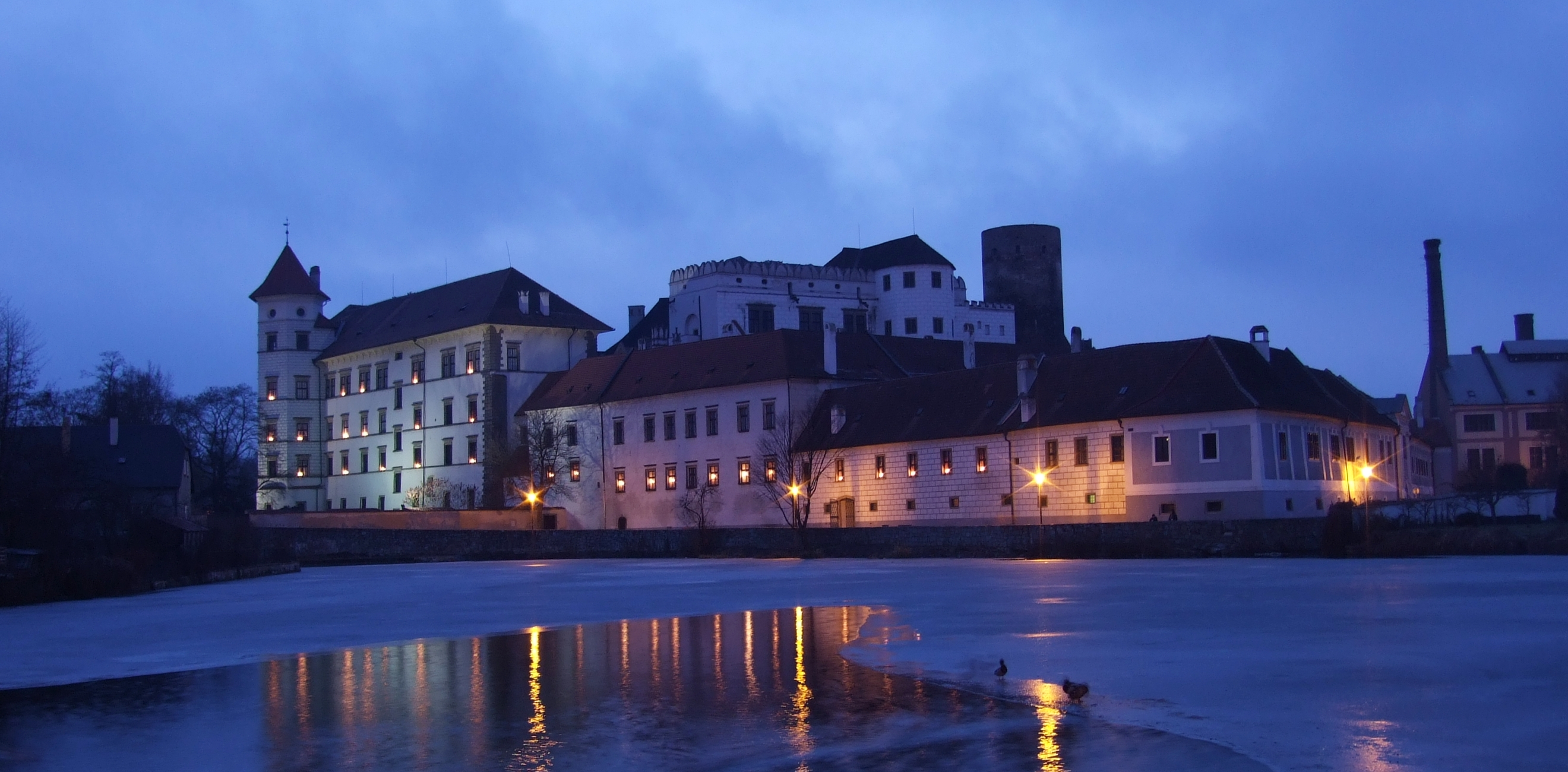
Jindřichův Hradec

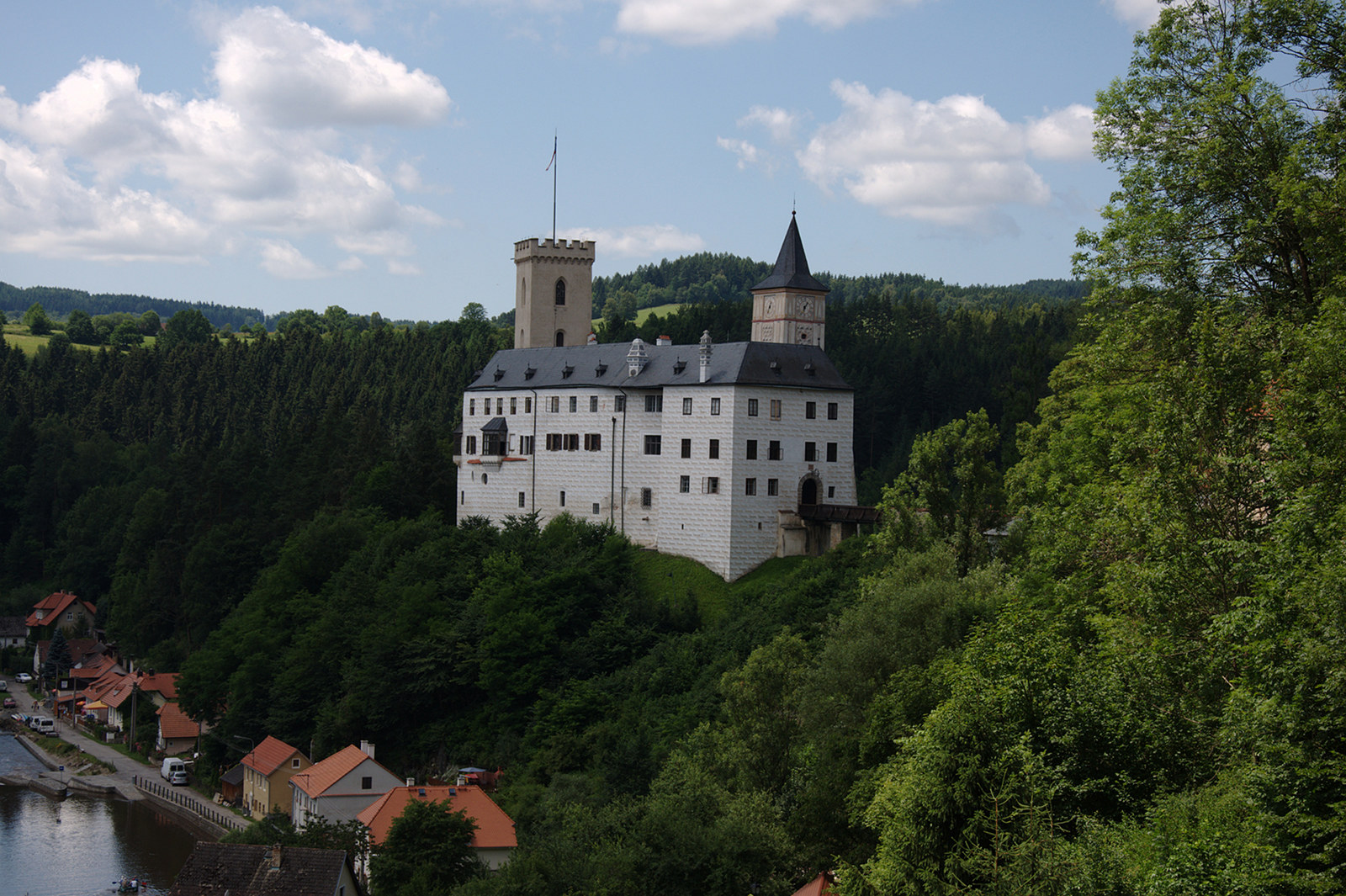
Rožmberk

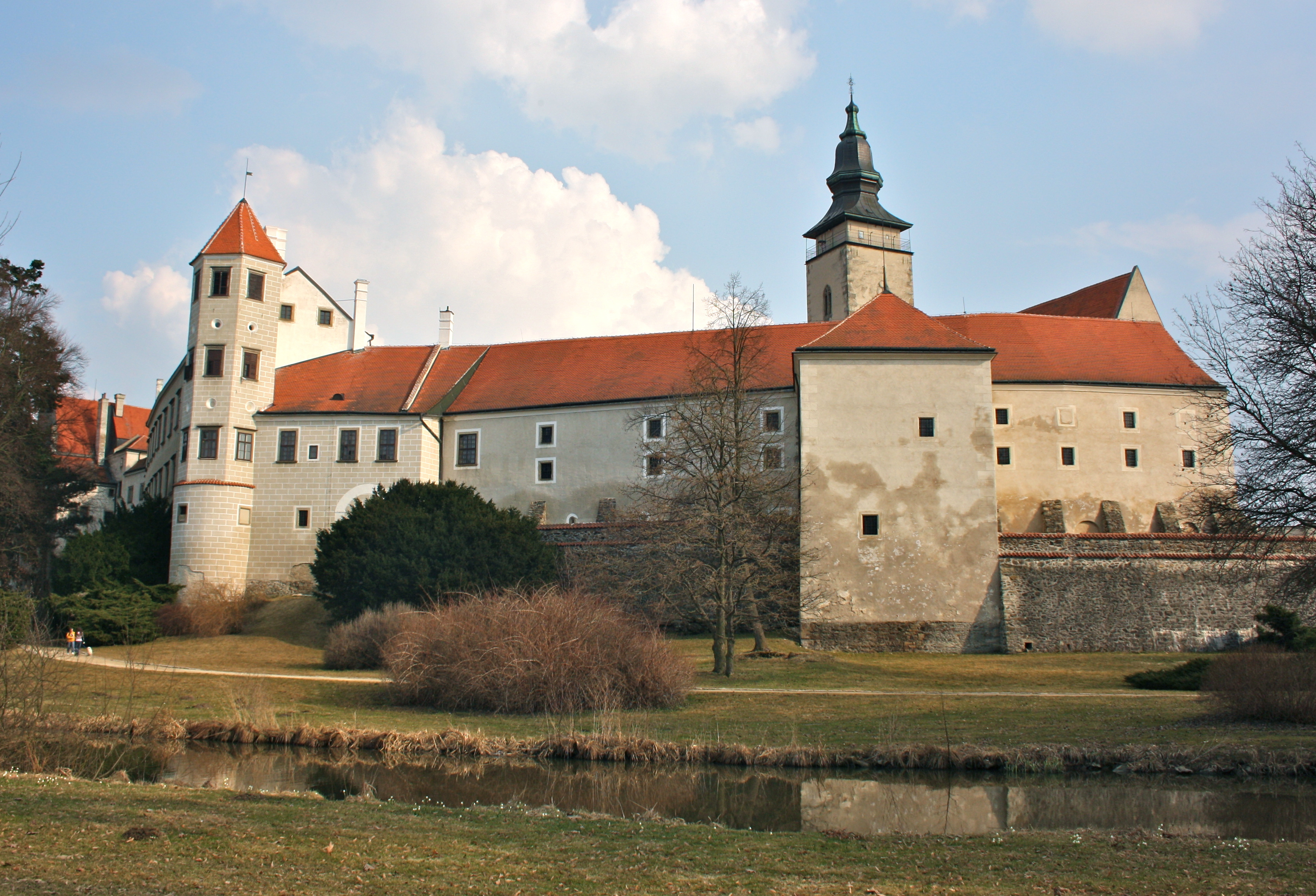
Telč

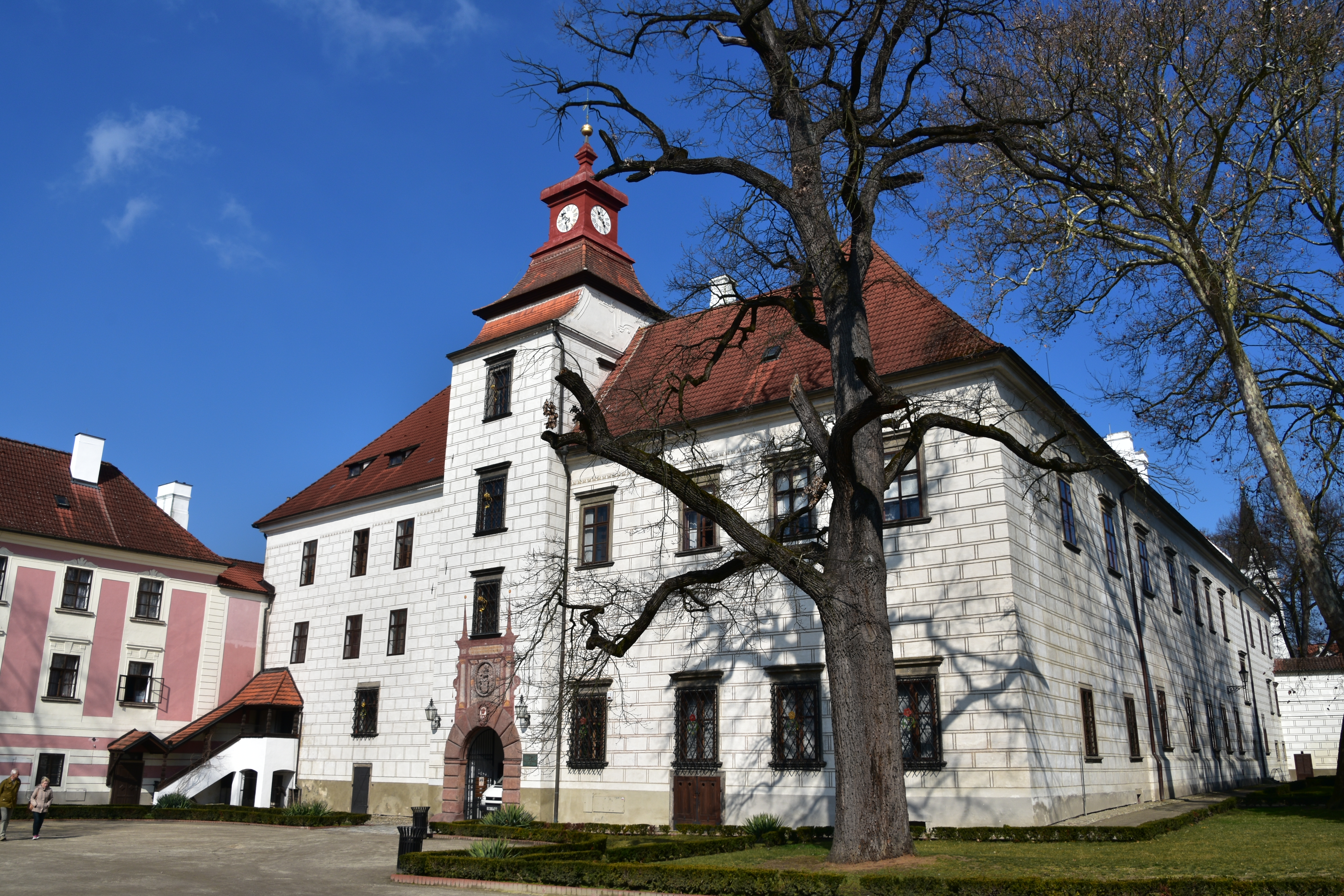
Třeboň

- Bludov – zjevení bílé paní se pohybuje po chodbách zámku Bludov. Předpokládá se, že se jím spisovatel Franz Grillparzer, který zde pobýval, nechal inspirovat při psaní dramatu die Ahnfrau.[4]
- Buchlov – místní bílá paní se prý vždy zjeví v tzv. pokoji strašidel, odkud vychází z černě vymalovaného výklenku. Osud má podobný, jako rožmberská kolegyně – je strážkyní hradu a zjevuje se, pokud hrozí nebezpečí. Jde o jednu z bývalých hradních paní, konkrétní jméno ale pověst nezmiňuje.[4]
- Český Krumlov – bílá paní zvaná Perchta se zjevovala na zámku a v bývalé jezuitské koleji (dnešní hotel Růže v Horní ulici 153). Na zámku se objevovala před významnými událostmi (narození, svatby, úmrtí, přičemž šťastné události ohlašovala bílými rukavicemi a klíči u pasu, nešťastnou pak černými rukavicemi), v jezuitské koleji uspávala malého Petra Voka, pokud nezodpovědné chůvy usnuly.[4]
- Děvičky – jihomoravský hrad má bílé paní hned dvě, má jít o dcery majitele hradu, které byly za třicetileté války roku 1645 zasypány v tajné chodbě při obléhání generálem Torstensonem. Pověst tvrdí, že chodba končí až v Dolních Věstonicích pod kostelem. Místní obyvatelé prý nevěřili, že zjevení na hradě jsou nadpřirozeného původu, před druhou světovou válkou se na ně vydali s klacky a řetězy, ale nikoho nenašli.[4]
- Doksy – zjevení ze zámku v Doksech nosí štěstí. Alespoň tomu, kdo ho potká, když o půlnoci bílá paní prochází komnatami. Alžběta, jak se za živa jmenovala, byla chotí Kristiána z Valdštejna. Tato vyhlášená krasavice se utrápila po smrti své dcery utopené v zahradním jezírku.[4]
- Doubravice – Zde se zjevuje dívka se zrzavnými vlasy. Neškodí, jen se občas zjevuje. V noci pak chodí v podkroví se zapálenou svící.
- Doudleby nad Orlicí – pokud má někdo v Doudlebách zemřít, táhne se od židovského kostela bílá paní, případně vích slámy nebo bílý pes[5]
- Jindřichův Hradec – k tomuto prastarému hradu se váže snad nejznámější pověst o bílé paní, která rozdávala na nádvoří hradu jednou ročně sladkou kaši. Bílá paní Markéta z Halsu (rozená z Maidburka) byla za svého života manželkou pána Jindřicha II. z Hradce.[6][7]
- Karlštejn – ke hradu Karlštejnu se vztahují dvě pověsti o bílých paních. V první figuruje Blanka z Valois, která prý občas schází do podhradí, kde navštěvuje obyvatele a informuje je o blízkých událostech – o tom, kteří nemocní se uzdraví a kteří zemřou. Lidé se jí proto bojí a raději jí neotevírají. Druhá pověst je obsahově blízká bílým pannám na Týřově, ale základní motiv koresponduje s historickými událostmi: V 16. století žila na hradě sadistická Kateřina Bechyňová, která zavraždila 14 nešťastníků. Bechyňová byla odsouzena k umoření hladem, dva dny po její smrti pak zemřel i soudce. 12 dívek, které zahubila, se zjevuje na Karlštejně v podobě bílých paní. Kdysi se je rozhodlo osvobodit dvanáct vojáků. Podmínkou bylo, že po celý rok nesmějí opustit hrad. To však dodržel jen jejich velitel a zbývajících jedenáct nešťastníků bylo nalezeno s uřezanými hlavami.[8][9]
- Libice – podle pověsti byla kněžna Libuše pohřbena na hradu Libice, zjevovala se prý u řeky Cidliny pod hradem jako bílá paní, proměňovala ve zlatou kachnu a ztrácela v rákosí.[10]
- Loučeň – podle pověsti rozdávala bílá paní loučeňská dětem sladkou kaši. Roku 2010 byla na zámku zavedena nová tradice prohlídek v doprovodu bílé paní.[11]
- Pernštejn – zjevením na Pernštejně bývala dcera hradního pána, která pomáhala s obranou hradu střelbou z kuše. Protože však na nepřítele nepřestala střílet ani po sjednání míru, otec ji ve vzteku probodl. Její zjevení ohlašovalo nešťastné události. Údajně jí spatřil i jezuita Jan Drachovský roku 1626. Tato bílá paní se přestala zjevovat okamžikem vymření rodu Pernštejnů.[4]
- Prácheň – prácheňská bílá paní je jen jednou z řady strašidel, které se zde údajně zjevují (např. zlatá sova hlídající poklad, duch pana Půty Švihovského). Není ale příliš oblíbená, komu se zjevila, do roka zemřel.[4]
- Roštejn – na hradě, který prý na přání hradního pána postavil sám ďábel, se zjevovala Bílá paní rožmberská (Perchta).[4]
- Rožmberk – na rodovém sídle Rožmberků se Bílá paní Perchta objevovala od 15. století. Zjevení se prý odehrálo naposledy za okupace v nejstarší části hradu – věži Jakobínce – když Němci vyvěšovali vlajku. Němce to vyděsilo natolik, že už se víckrát o vyvěšení vlajky nepokoušeli. Na hradě dodnes existuje pseudogotický pokoj Bílé paní.[4]
- Stochov – rodiště svatého Václava se týká řada pověstí a zjevení (Svatováclavský dub, studánka Stračka, ohnivý vůz), jedním z nich je i bílá paní.[4] Pověst další detaily neuvádí, jediná historicky význačná ženská postava této oblasti je svatá Ludmila (ta ale se zjevením bílé paní spojována nebývá).
- Svatošské skály (dříve Heilingovy skály) – ve skalách prý bílá paní zavedla pasačku z Tašvic (dnešní Tašovice) do překrásného zámku, kde jí provedla a ukázala všechny jeho nádherné síně. Když se pasačka vrátila do vsi, našla tu sice starou rodovou lípu před otcovým domem, ale nikoho známého a ani ji – letitou babičku – nikdo nepoznával. Jen starý pastýř si vzpomněl, že před 60 léty se ztratila místní pasačka. Záhadné zjevení vzalo dívce šedesát let ze života.[12]
- Telč – stejně jako na ostatních rožmberských sídlech se i zde zjevovala Bílá paní Perchta. Roku 1645, kdy město obsadili Švédové a přerušili zvyk rozdávání kaše chudým, se bílá paní švédskému veliteli zjevila a vyděsila ho natolik, že zvyk obnovil. Poslední zjevení bylo popsáno roku 1782. V zámku je pověšen portrét Perchty v životní velikosti.[4]
- Tolštejn – bílou paní se po smrti stala dívka Svanhilda, kterou si hradní pán vzal jen pro peníze. Hilda ale milovala chudého rytíře a když to pán zjistil, rozhodl se, že ho popraví. To Hilda nemohla připustit, a tak krutého pána a poté i sebe zahubila otráveným vínem. Pověst prý zmiňuje již Balbín. Bílá paní se zjevuje v podobě štíhlé postavy vznášející se na cimbuřím, může ji osvobodit jen člověk, který nikdy nezhřešil.[13] Při kulturní akci roku 2008 vítala bílá paní na Tolštejně návštěvníky máváním z hradeb.[14]
- Točník – bílá paní zde hlídá poklad ukrytý pod hradem. Podle jedné z pověstí byla vysvobozena Kořínkem z Podmokel, který vykonal pouť do Prahy, kde za ní ve Svatovítském chrámu nechal sloužit mši. Traduje se, že se tohoto zjevení při návštěvě roku 1600 bál i Rudolf II.[4]
- Týřov – týřovská pověst je trochu netypická – hradní poklad hlídá dvanáct bílých panen, které jsou zakleté (nebo na sebe berou podobu) rybek v hradní studni. Poklad může získat pouze ten, kdo celý rok prožije na hradě. Ti, kteří se o těžký úkol pokusili, ale nevydrželi, skončili s uřezanou hlavou.[4]
- Valdek – zříceninu v Brdech spojují s bílou paní hned dvě pověsti. Podle první se jmenuje Lída, zjevuje se za jasných nocí a sejme každého, kdo se jí postaví do cesty. Hlídá poklad – zlatý stůl s dvanácti zlatými židlemi.[15] Druhá pověst mluví o dívce Zdeňce, dceři pana Zajíce z Valdeka. Ten onemocněl a vyléčit ho dokázal až tajemný cizinec, do nějž se Zdeňka zamilovala a nakonec s ním i utekla. Otec ale zjistil, že milým jeho dcery je kat, svatbu zakázal a krátce na to zemřel. Zdeňku našli zanedlouho mrtvou v lesích pod hřebenem. Od té doby se zjevovala v tomto místě, ale i na hradě ve výklenku, jako mlha, nebo pod hradbami s rakví dítěte či s mrtvým dítětem v rukou. Radí a pomáhá dobrým lidem, zlé trestá. Dívka se prý nepřestala zjevovat, zaznamenán byl i novodobý případ. Zachránit ji může jedině ryšavý kněz z kláštera Svaté Dobrotivé. V zasypané chodbě hradu, která měla tvar písmene S, prý leží poklady, které může najít jen dítě kněze zvláštním způsobem narozené.[16]
- Velhartice – Bílou paní se po své smrti stala něžná paní Hradecká z Velhartic. Zemřela při porodu a od třetího dne po své smrti se zjevovala mezi jedenáctou a půlnocí u kolébky své dcery Elišky. Když otec poslal Elišku na výchovu do Hradce, zjevovala se bílá paní u zadní gotické branky.[17] V souladu s historickými záznamy má něžná bílá paní nejblíže ke Kateřině, dceři Jana z Velhartic, která se roku 1391 provdala za Jana staršího z Hradce.
- Velké Losiny – Bílá paní se prý zjevovala i zde. Inspirovala spisovatele Franze Grillparzera, který zde pobýval v letech 1812–1813 při psaní dramatu die Ahnfrau (Pramáti) roku 1816. Olejomalbu Bílé paní najdete v Grillparzerově pokoji v druhém patře.[4]